# Tunga (Comic)
Tunga ist ein von Edouard Aidans im realistischen Stil gezeichneter frankobelgischer Comic.
Die Abenteuer des Urzeitmenschen Tunga vom Stamm der Ghmour erschienen 1961 erstmals im belgischen Tintin und dessen niederländischen Version Kuifje sowie 1962 in der französischen Ausgabe von Tintin. Nach der dritten Fortsetzungsgeschichte, die von Jacques Acar geschrieben wurde, folgte 1966 der Übergang zu Kurzgeschichten. Gehörten zur ständigen Begleitung des Titelhelden zunächst sein Freund Nooun und der Säbelzahntiger Aramh, so kam 1969 eine weibliche Figur hinzu. Die Gefährtin Ohama hatte in Tintin Sélection ihren ersten Auftritt, wo auch weitere taschenbuchformatige Kurzgeschichten und ein illustrierter Kurzroman nach einer Idee von Jacques Acar herauskamen. Die Serie wechselte 1979 kurzzeitig zu Super As und kehrte 1983 zu Tintin zurück. Die Albenausgabe begann Lombard 1964 in der Reihe Une histoire du journal Tintin, Vedette und Jeune Europe. Auch für die 1974 gestartete eigenständige Serie war Lombard verantwortlich. Im Rahmen einer Gesamtausgabe beim Verlag Joker entstand 2004 ein letztes Album.
Die deutsche Erstveröffentlichung stammte von Koralle und erfolgte 1974 in Zack und Zack Parade. Feest gab danach drei Alben heraus. In dem vom Verlag Mosaik herausgegeben Zack erschienen seitdem zwei weitere Fortsetzungsgeschichten.
Seit 2017 erscheinen die Bände beim Leipziger Verlag Kult Comics.

## Albenlange Geschichten und Kurzgeschichten
- Kampf ums Überleben (1961–62, 30 Seiten)
- Tunga und die Rothäute (1962, 30 Seiten)
- Der Gott des Feuers (1962–63, 30 Seiten)
- Die Überlebenden (1966, 8 Seiten)
- Der Fluch der Götter (1966, 22 Seiten)
- Im Dschungel verloren (1967, 22 Seiten)
- Der schwarze Hengst (1968, 44 Seiten)
- Das Geheimnis des Dschungels (1969, 44 Seiten)
- Verbotene Jagd (1970, 6 Seiten)
- Der Zorn der Giganten (1970, 44 Seiten)
- Die Nacht der Wölfe (1971, 8 Seiten)
- Kleiner Wolf (1971, 7 Seiten)
- Duell in den Sümpfen (1971, 9 Seiten)
- Krieger der Berge (1972, 10 Seiten)
- Im Tal der Bären (1972, 8 Seiten)
- Auf den Spuren der Giganten (1972, 10 Seiten)
- Nooun wird ausgestoßen (1974, 18 Seiten)
- Männer und Wölfe (1974, 12 Seiten)
- Die Rettung der Uru (1974, 46 Seiten)
- Die große Furcht (1974–75, 46 Seiten)
- Jenseits der kalten Länder (1976, 46 Seiten)
- Der Feuermacher (1977, 46 Seiten)
- Im Tal der Dämonen (1979, 10 Seiten)
- Die verlorene Fährte (1982, 46 Seiten)
- Die letzte Prüfung (1983, 46 Seiten)
- Gesetze und Blutsbündnisse (1984, 46 Seiten)
- Der Tod des Riesen (1994, 56 Seiten)
- Das letzte Ufer (2004, 46 Seiten)